# Inoughissen
Inoughissen là một thị trấn thuộc tỉnh Batna, Algérie. Dân số thời điểm năm 2002 là 3.919 người.